# 坂祝神社
坂祝神社（さかほぎじんじゃ）は、岐阜県加茂郡坂祝町にある神社。式内社である。
坂祝町の町名の由来になっている。
坂祝神社、縣主神社（美濃加茂市大田町）、加茂神社（美濃加茂市）をあわせて、三加茂神社と称する。

## 概略
創建時期は不明である。しかし、美濃国造は彦坐王の後の皇別であるから、坂祝神社の創建が賀茂社崇敬の盛んになった平安期より更に古くに遡るとする説もある。延喜式神名帳では坂祝を「サカハフリ」と呼んでいたという。
阿部栄之助『濃飛両国通史』では、名称が賀茂明神であることから、京都の上賀茂神社・下鴨神社の祭神に考え合せ、坂祝神社の祭神は、下鴨神社（賀茂御祖神社）と同神の「多々須玉依日売命（たたすたまよりひめ）」および、その父神「賀茂建角身命（かもたけつぬみ）」と推定している。そのほかに、式内の坂祝神社は帳内の祝部神社で、坂祝を祝部とも称したとの説もある。もしその推定が正しければ、坂祝より祝部の方が古い言い方と考えられ、その祝部は、近くの県主神社に奉仕した祝部か、あるいは姓氏禄に載せる呉の帰化族ということになるが、むしろ前者を考えた方がよさそうである。とすると、坂祝神社の本来の祭神は県主神社の祭神である「彦坐王」の後裔鴨県族と密接な関係をもつ祝部の祖を祀った、という推定も成り立つであろう。
1062年（康平5年）、前九年の役の際、加茂次郎義綱が兄の源義家の援軍として陸奥国へ向かう途中で坂祝神社に立ち寄り、戦勝祈願をしたという。一説では、加茂次郎が坂祝神社が加茂山にあることから、何らかの縁を感じたからという。加茂次郎は陸奥国からの帰途途中に再び立ち寄り、社殿を造営したという。
1873年（明治6年）に、岐阜県第十大区十一小区の郷社になる。
1907年（明治40年）3月27日に、郡長により神饌幣帛料供進神社に指定される。
1912年（大正元年）の暴風雨で社殿が破損する。現在の社殿は1914年（大正3年）の再建である。

## 祭神
- 正勝山津見神　（正鹿山津見神）

古事記では、イザナギがカグツチ（軻遇突智）を切り殺した時、カグツチの体から以下の山津見八神が生まれている。
その際、カグヅチの頭から生まれた神である。

## 境内社
白山神社・津島神社・御鍬神社・稲荷神社・猿田彦神社・山神社

## 所在地
- 岐阜県加茂郡坂祝町酒倉字加茂山1507-2

## 交通機関
- 高山本線坂祝駅より約2km